# Hof (Baviera)
Hof (tradotta letteralmente significa “corte”) è una città extracircondariale tedesca.
Per distinguerla da altre località che portano lo stesso nome, la città viene talvolta chiamata Hof an der Saale (Hof sul Saale) o Hof in Bayern (Hof in Baviera).

Il motto cittadino recita: Hof - in Bayern ganz oben (Hof - a intero sopra della Baviera / Hof - nell'estremo nord della Baviera).

## Geografia fisica
La città si trova a nord-est dello Stato federato di Baviera, sulle rive del fiume Saale, tra i rilievi del Fichtelgebirge e la Selva di Franconia.
Il punto più basso di Hof si trova ad una quota di 450 metri, il punto più alto a 614 metri.
È situata presso il confine con la Sassonia ed è capoluogo, pur essendo extracircondariale, del circondario omonimo. I seguenti comuni confinano con Hof:
- Feilitzsch
- Trogen
- Gattendorf
- Döhlau
- Oberkotzau
- Konradsreuth
- Leupoldsgrün
- Köditz

### Struttura della città
La città di Hof è costituita dai seguenti quartieri
| - Altstadt - Bahnhofsviertel - Haidt (dal 1978) - Hofeck (dal 1906) - Eppenreuth (dal 1972) - Fabrikvorstadt - Krötenbruck (dal 1906) | - Leimitz (dal 1977) - Moschendorf (dal 1906) - Münster - Neuhof - Neustadt - Jägersruh (dal 1977) - Gärtla | - Osseck (dal 1972) - Pirk (dal 1972) - Unterkotzau (dal 1972) - Vogelherd - Vorstadt - Wölbattendorf (dal 1978) |

### Clima
Con una temperatura media di 6,5° (statistica dal 1961 al 1990) Hof è la città con più di 20,000 abitanti più fredda in tutta la Germania.

## Storia

### Le origini
Hof nacque come villaggio di contadini intorno al 1080, e aveva il nome di Rekkenze, dal nome del fiume Regnitz. Alla confluenza di Regnitz e Saale si insediarono i primi abitanti. Nei pubblici registri la città viene menzionata per la prima volta nel 1214, dove si fa riferimento alla Chiesa di San Lorenzo, la più antica della città, sita nel cuore del centro storico (Altstadt).

### Dal XIII al XV secolo
Intorno al 1230 Ottone I di Andechs-Meranien creò più a nord un nuovo centro cittadino, la cosiddetta "Neustadt", dotata di importanti fortificazioni.
La città fu detta (Stadt am) Regnitzhof o Hof Regnitz, poi (Stadt) am Hof o (Stadt) zum Hof e infine Hof tout court.
Nel 1373 Hof passò dai prevosti di Weida ai burgravi di Norimberga della casata Hohenzollern. Con il nome Landeshauptmannschaft Hof venne annessa al marchesato di Brandeburgo-Kulmbach, entrò a far parte del principato di Brandeburgo-Bayreuth e fu denominata Hochfürstlich brandenburgische Hauptstadt Hof im Vogtlandte.

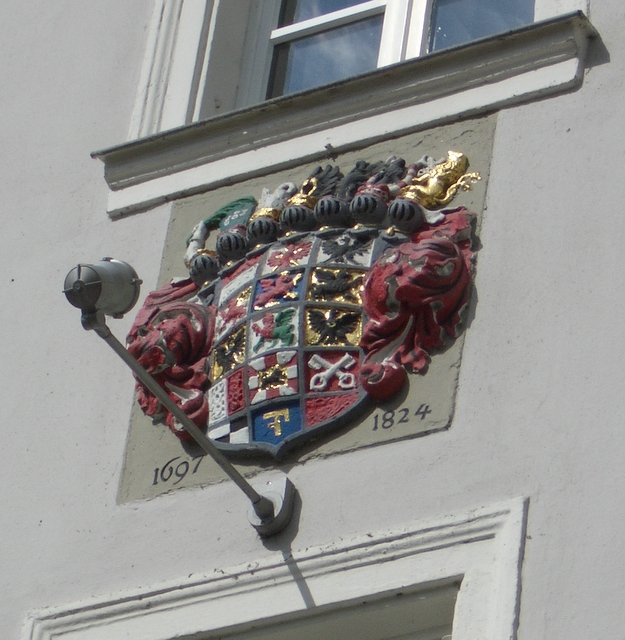
Stemma dei Marchesi di Brandeburgo-Bayreuth

Nel 1430 Hof fu conquistata dai seguaci di Jan Hus e fortemente devastata. Per proteggersi la città istituì nel 1432 la “Schützengilde”, un corpo di fucilieri. La festa annuale degli Schützen è da allora la festa nazionale degli abitanti di Hof, detta Schlappentag.
Il Ginnasio di Hof fu fondato dal marchese Alberto il Giovane di Brandeburgo-Kulmbach. Oggi si chiama Jean-Paul-Gymnasium ed è uno die più antichi in Alta Franconia.

### Dal XVIII al XX secolo
Nel 1792 Hof fu annessa alla Prussia. Nel 1806 fu occupata dai Francesi e nel 1810 divenne bavarese.
Nel 1823 la "Neustadt" (città nuova) fu distrutta da un incendio. La "Neustadt" fu ricostruita come era in origine e la "Altstadt" (città vecchia), ristrutturata alla fine del XIX secolo ha paradossalmente una veste più moderna. Nel 1848 la città fu allacciata alla ferrovia. La stazione di Hof ha rivestito grande importanza, essendo al confine tra Baviera e Sassonia.
Nel 1945 la città fu bombardata dagli Alleati. Dopo la guerra, a seguito della divisione della Germania, Hof si venne a trovare al confine tra Repubblica Federale e Repubblica Democratica. Gli scambi commerciali, da sempre vivacissimi, con Sassonia, Turingia e Boemia, finite nell'orbita sovietica, furono bruscamente interrotti, con gravi conseguenze sull'economia locale. Tuttavia la città bavarese poté accrescere la sua popolazione, grazie ai tanti tedeschi che nell'immediato dopoguerra fuggirono dall'occupazione sovietica.

### Evoluzione del numero degli abitanti
| anno | abitanti |
| ---- | -------- |
| 1818 | 4 667    |
| 1840 | 7 985    |
| 1880 | 21 000   |
| 1900 | 32 781   |
| 1920 | 40 785   |

| anno | abitanti |
| ---- | -------- |
| 1939 | 44 878   |
| 1945 | 55 405   |
| 1950 | 61 033   |
| 1955 | 58 005   |
| 1960 | 58 595   |

| anno | abitanti |
| ---- | -------- |
| 1965 | 55 810   |
| 1970 | 56 555   |
| 1975 | 54 644   |
| 1980 | 53 180   |
| 1985 | 51 035   |

| anno | abitanti |
| ---- | -------- |
| 1988 | 50 938   |
| 1989 | 52 319   |
| 1990 | 52 913   |
| 1995 | 52 590   |
| 2000 | 50 741   |

| anno | abitanti |
| ---- | -------- |
| 2004 | 49 163   |
| 2006 | 48 124   |
| 2007 | 47 744   |

## Dialetto
Il "huuferisch" (accento sulla u lungo) fa parte del "francone orientale" (oberfränkisch). La specialità di Hof è la parola "hoa" che significa "sì": la vocale a abbinata alla o solitamente in tedesco non è mai presente.

## Politica

### Stemma
Due torri e uno scudo nero in cui si trova un leone d'oro.

## Amministrazione

### Gemellaggi
Hof è gemellata con 5 città del mondo:
- Ogden (Utah)
- Joensuu
- Villeneuve-la-Garenne
- Plauen
- Cheb

## Cultura ed attrazioni

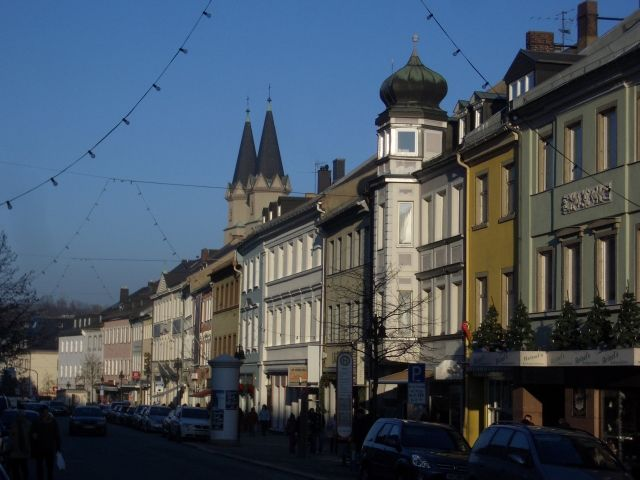
Ludwigstraße, strada principale e precedente mercato della „città nuova“
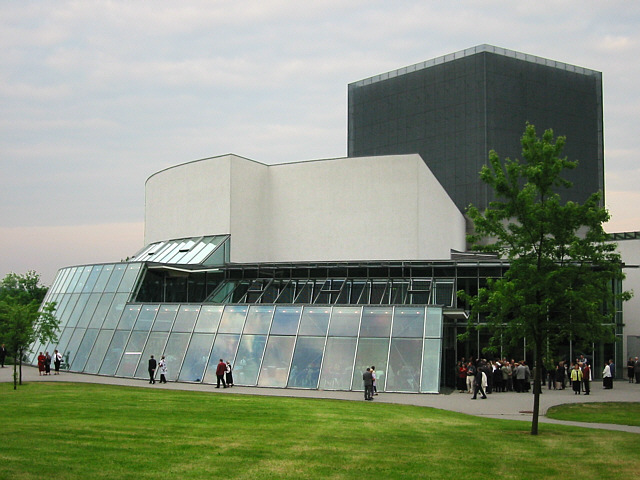
teatro Hof
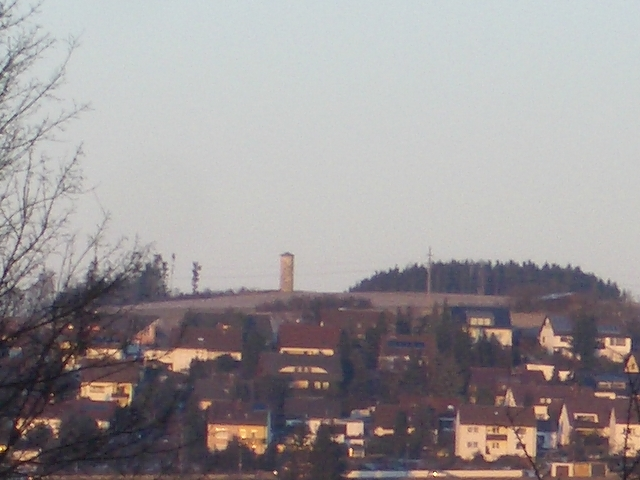
Wartturm sul Wartberg
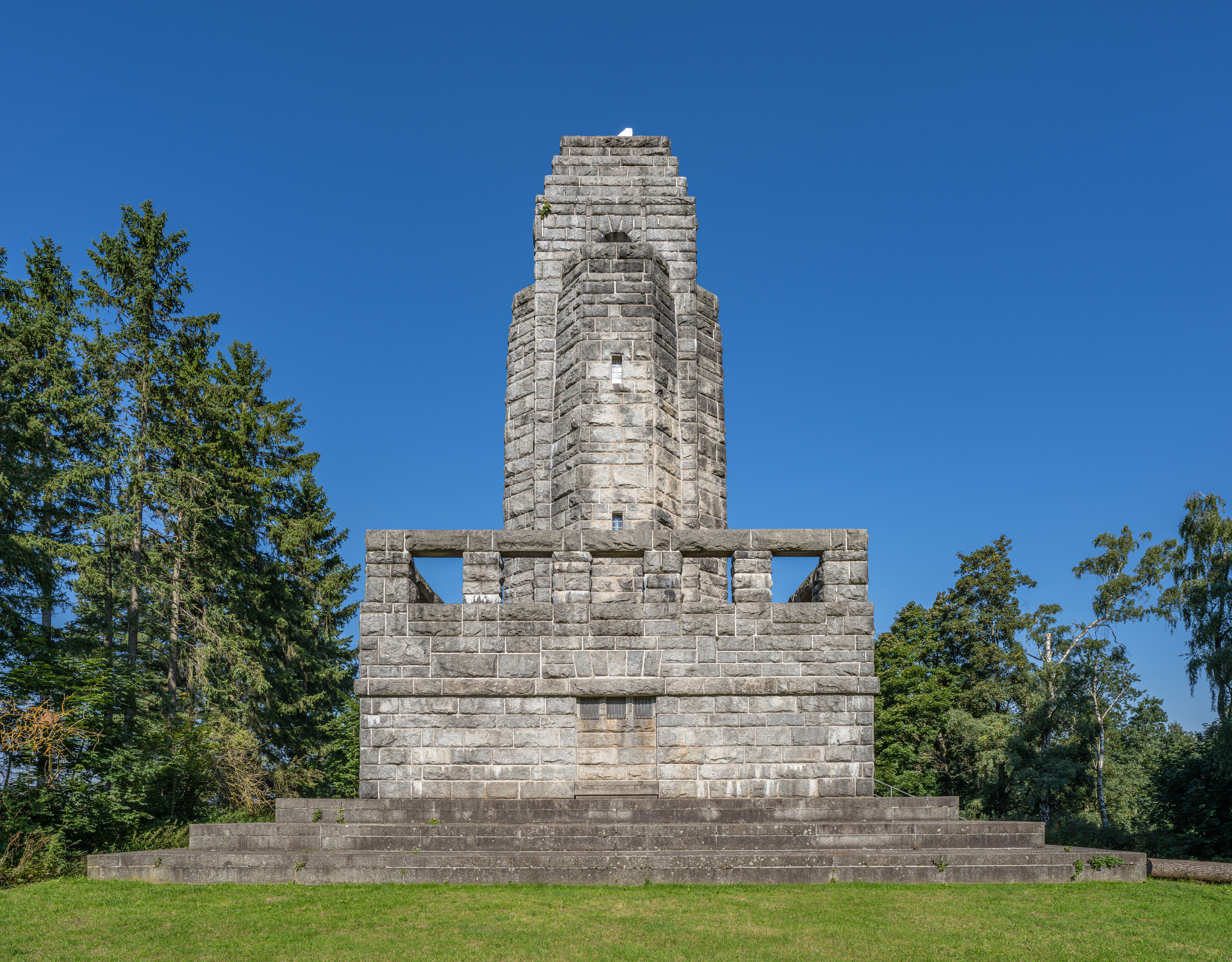
Bismarckturm
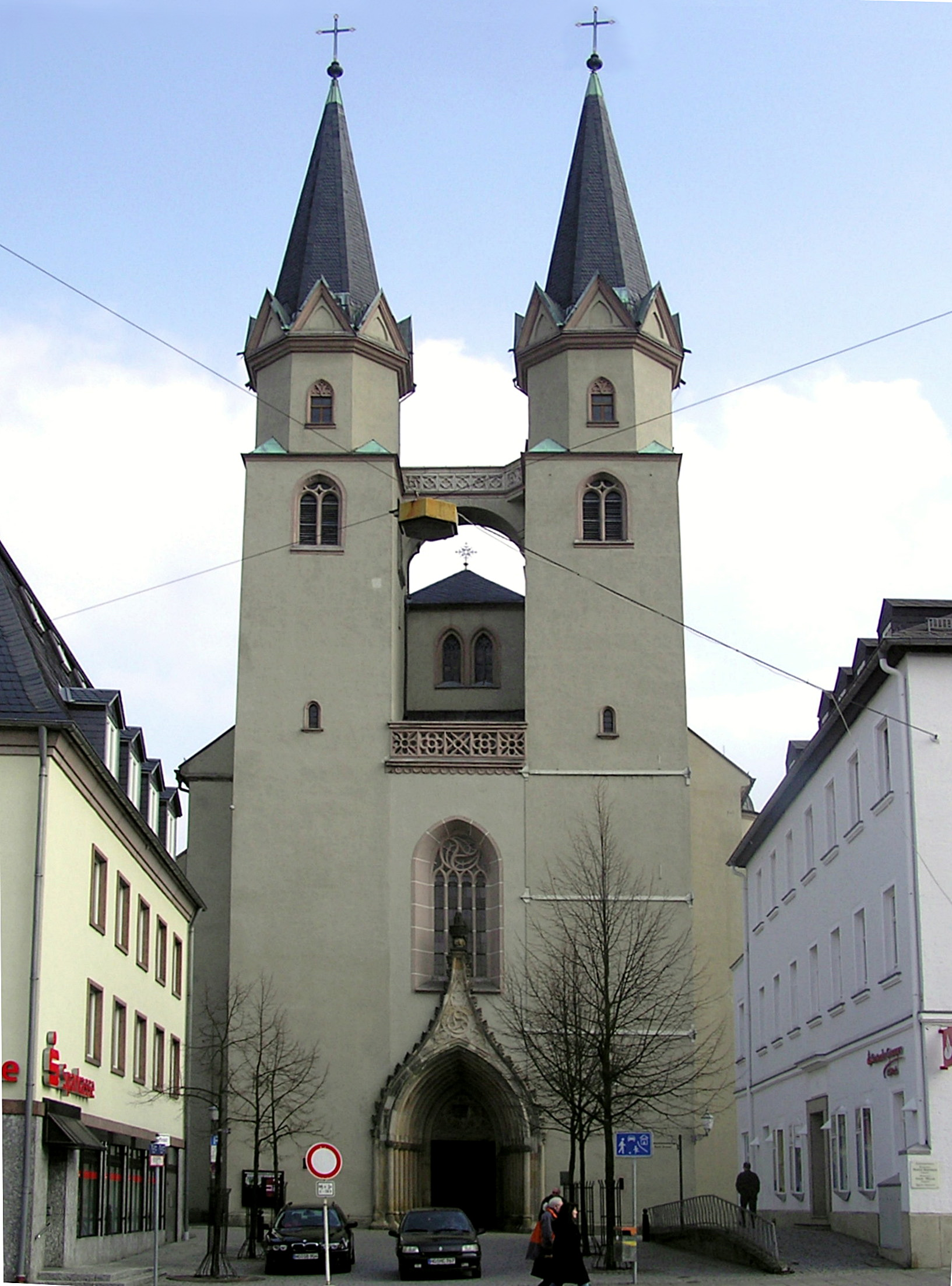
Michaeliskirche
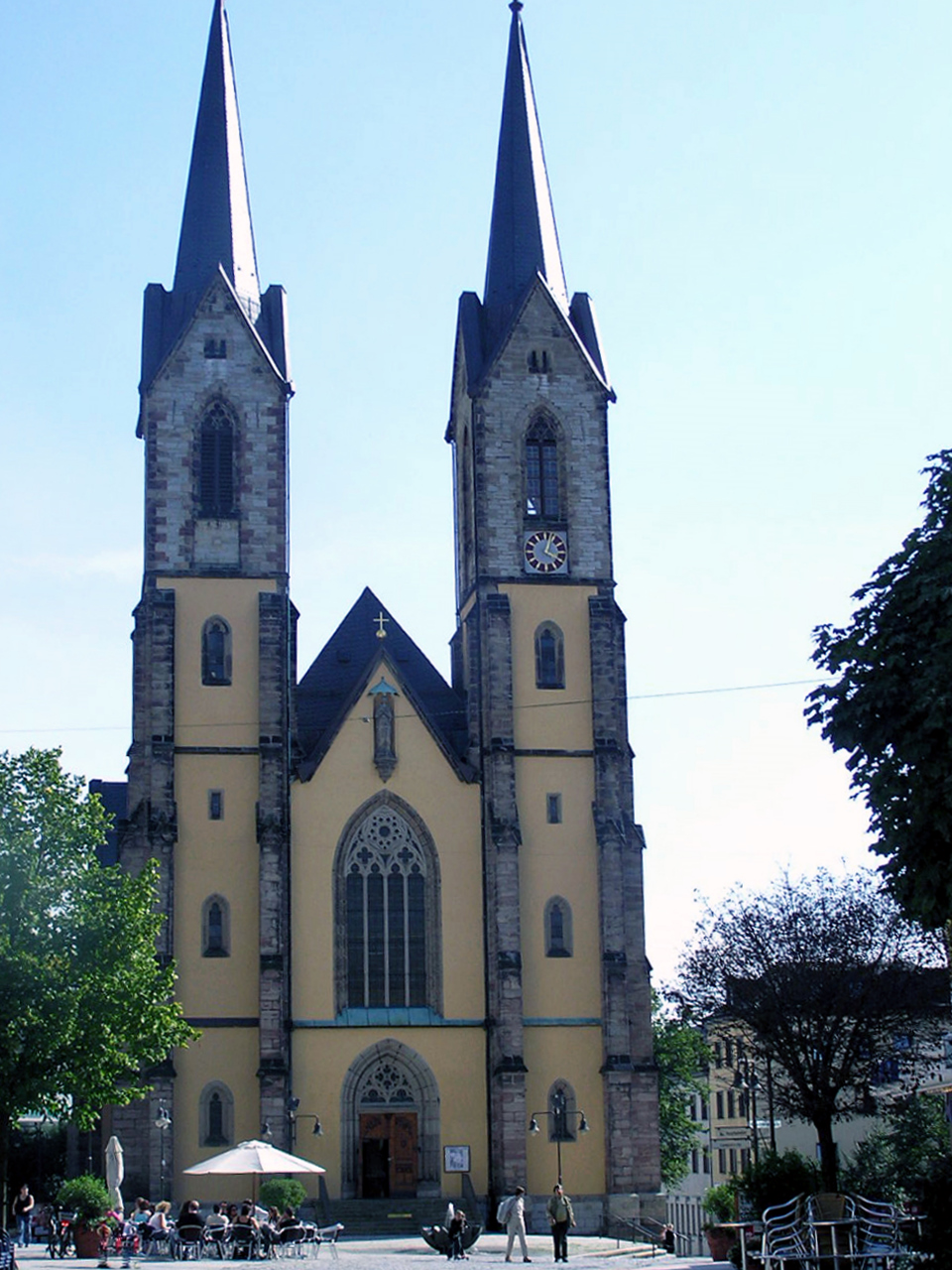
catolica Marienkirche nell'Altstadt („città vecchia“)
monumento per la memoria al campo di concentramento Moschendorf
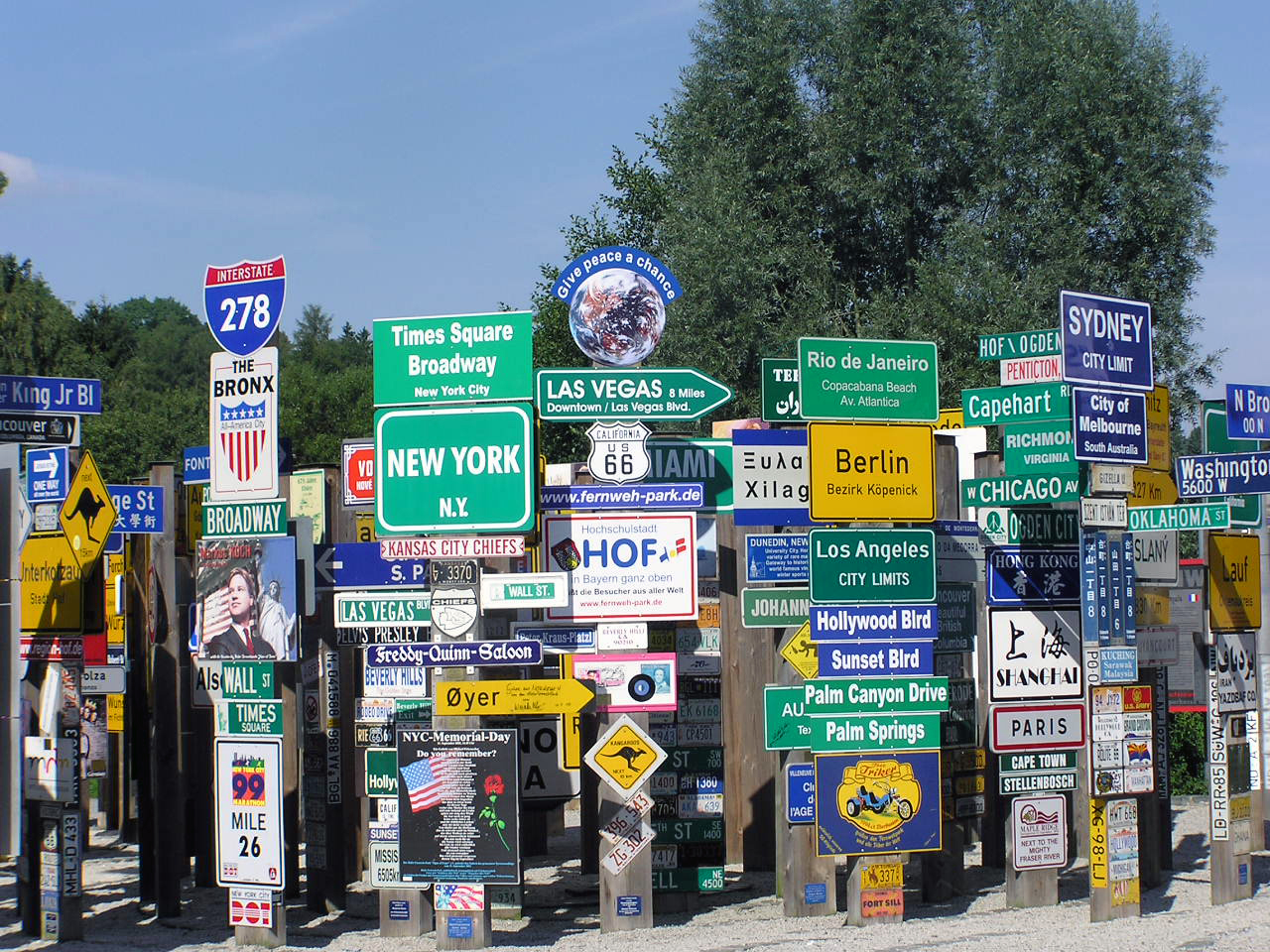
Fernwehpark

Di rilievo artistico sono le case lungo la Ludwigstraße dall'epoca del Biedermeier, costruite in mezza dell'Ottocento. Il chiaroscuro sono il teatro nuovissimo, costruito al fine del Novecento, e il parco Theresienstein con un palazzo nello stile liberty e una rovina artificiale al dedalo.
Da citare anche:
| - il municipio, - il Wartturm, parte di un sistema d'allarme del medioevo - Il padiglione della stazione vecchia, che oggi viene usato come parcheggio dei vigili del fuoco, | - il Bismarckturm sul Rosenbühl, - il Untreusee („lago del non fedele“) nella frazione Moschendorf - la stazione centrale. |

### Cuore della città
Il cuore della città è elencato dal giornale „Zeit“ nell'elenco „I 300 centri storici più importanti della Germania“. È costituito da un mercato medioevale („Altstadt“) dalla „Neustadt“ e dalla „Ludwigstraße“ del tardo medioevo. Questo quartiere fu ricostruito interamente dopo un grave incendio nel 1823.

### Teatro e musica
- Theater Hof
- Hofer Symphoniker
- Hofer Männerchor 1883 e.V. (corale maschile)

### Musei
- Museum Bayerisches Vogtland
- Brauereimuseum (museo della birreria)
- Teddymuseum (museo degli orsacchiotti)
- museo di modellini costruiti con i fiammiferi

### Architetture religiose

#### Evangeliche
- St. Lorenz, la chiesa più vecchia di Hof, menzionata già nel 1214
- Hospitalkirche, situata al „Unteres Tor“, costruita nel 1268 nei pressi del fiume assieme ad un ospedale, l'altare è dal 1511
- St. Michaelis, costruita verso il 1230 e poi allargata. Oggi si trova l'altare originale nella Pinacoteca Vecchia a Monaco. La chiesa fu distrutta durante un fuoco nel 1823 ma ricostruita negli anni 1826/9. Oggi è la chiesa evangelica principale di Hof.
- Auferstehungskirche nella frazione Moschendorf, costruita 1929, con un cimitero accanto.

| - St. Johannes, 1937, nella frazione Gärtla - Christuskirche, 1939, nella frazione Münster - Lutherkirche, 1956, nella frazione Hofeck | - Dreieinigkeitskirche, 1961, nella frazione Krötenbruck - Kreuzkirche, 1963, nella frazione Hohensaas |

- Paulus-Kapelle, chiesa evangelica-metodista, nel centro

#### Cattoliche
| - St. Marien, chiesa cattolica principale nell'“Altstadt“ - St. Konrad, nella frazione Neuhof | - St. Otto, nella frazione Moschendorf - St. Pius, nella frazione Münster |

### Parchi
- Bürgerpark Theresienstein con un orto botanico e uno zoo
- Fernwehpark: cartelli (principalmente stradali) da tutto il mondo portati dai visitatori
- zona di svago Untreusee

### Eventi regolari
- Internationale Hofer Filmtage
Secondo il regista Wim Wenders „HOF“ sarebbe l'abbreviazione per „Home of Films“. Il festival si è evoluto in uno dei festival di film più importanti nella Germania. Non solo registi giovani mostrano i loro primi film al pubblico a Hof. Non ci sono premi da vincere al festival.
- Meeting internazionale del Salto con l'asta, nel centro
- Oberfrankenausstellung mostra dell'economia regionale, si svolge ogni due anni.
- Schlappentag, giorno festivo per gli artigiani
- sagra di Hof, la sagra più grande nella regione. Si svolge ogni anno alla fine di luglio / all'inizio di agosto e dura 10 giorni.

### Specialità gastronomiche

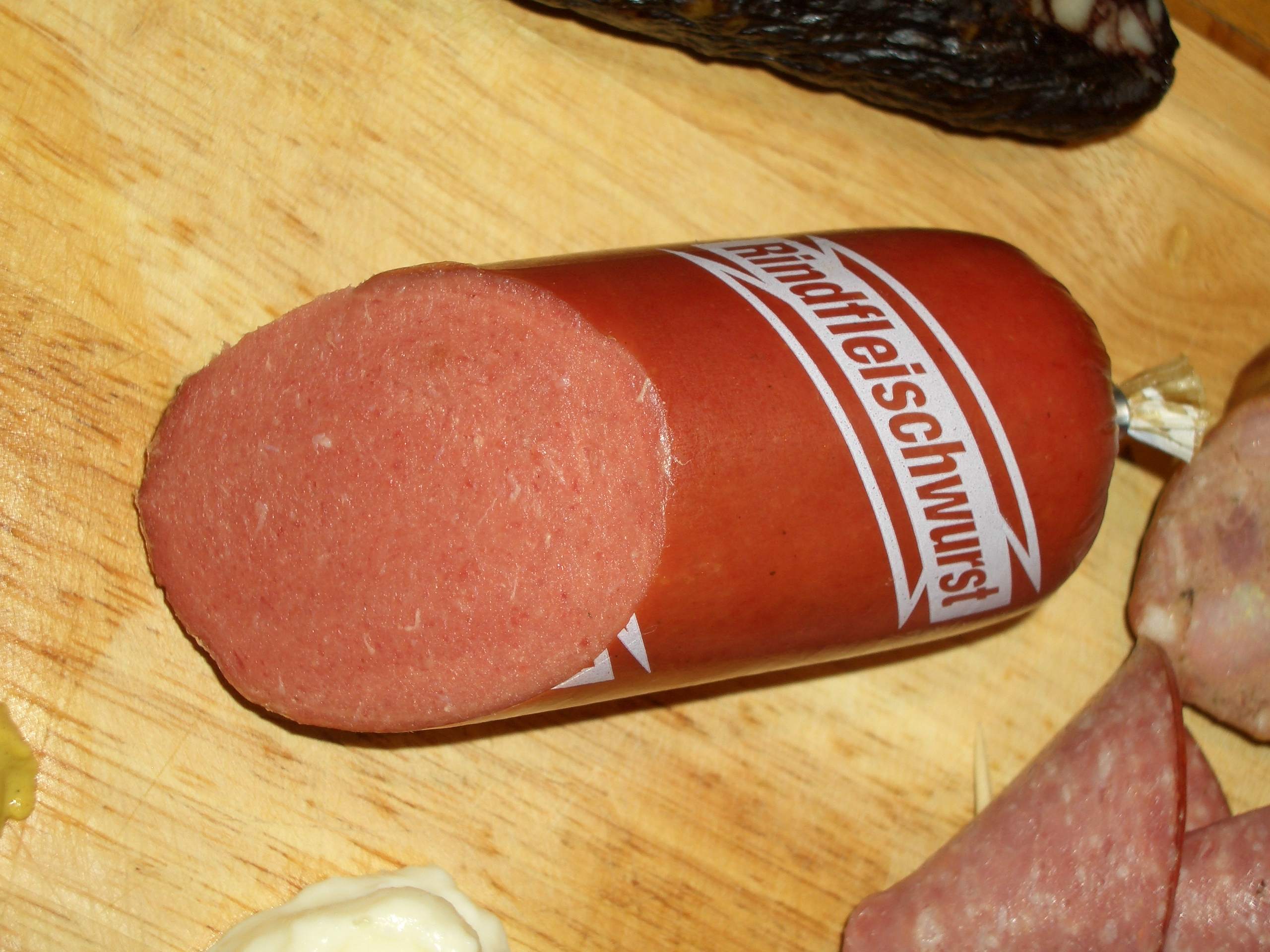
Rindfleischwurst

Soprattutto i wurst di Hof sono importanti. Le salsicce di Hof sono più sottili delle salsicce grasse della Turingia o di Norimberga. Il Fleischkäse è più chiaro che nelle altre regioni e il nome Hofer Rindfleischwurst è perfino stato brevettato.
I Wärschtlamo di Hof sono tipici nel centro di Hof. Si tratta di uomini che vendono salsicce e würstel nel panino. Esistono dal 1881. Oggi si trovano circa sei Wärschtlamo nel centro, ed è da notare che fu costruita addirittura una statua per esaltare l'importanza di questo mestiere.
A parte questo, Hof è anche famosa per la sua birra. Dopo che Falter ha smesso di produrre birra nel 2008, rimangono i marchi Meinel-Bräu, Scherdel (del gruppo Kulmbacher) e Zeltbräu.

## Economia e infrastrutture
- Industria tessile: L'industria più importante di Hof è la produzione di tessili e di abbigliamento.
- Birrerie: Hof è un centro della birra. All'inizio del XX secolo c'erano 12 birrerie a Hof, oggi ne sono rimaste tre (vedi Specialità gastronomiche)
- Logistica: Alla stazione centrale c'è un terminal per container che l'azienda vuole allargare, e a Gattendorf si producono pezzi per l'industria automobilistica.
- Banche: La SchmidtBank aveva la sua sede centrale a Hof. Gravi difficoltà nel 2001 portarono al suo fallimento e la banca fu comprata dalla Commerzbank.
- Ambiente: Nell'ex-sede centrale della Schmidtbank si trova oggi l'ufficio del land di Baviera per l'ambiente.

### Traffico
- Strade

Vicino a Hof corrono tre autostrade: ad ovest l'autostrada A9, ad est la A93 e a nord la A72. Le strade statali B2, B15 e B173 attraversano Hof.
- Ferrovia - Le seguenti linee attraversano Hof:
  - Monaco – Ratisbona – Weiden – Hof (operata da ALEX)
  - Nürnberg – Pegnitz – Bayreuth - Hof – Plauen – Zwickau – Chemnitz – Dresden (chiamata Franken-Sachsen-Magistrale)
  - Hof – Selbitz – Naila – Bad Steben
  - Hof – Münchberg- Neuenmarkt-Wirsberg – Bamberg – Schweinfurt – Würzburg
- Autobus

Ci sono 12 linee di autobus nella città, e alcuni collegamenti regionali.
- Aereo

L'aeroporto di Pirk con il codice HOQ è situato a circa 5 chilometri sud-ovest da Hof. L'unico collegamento è quello per Francoforte. Altri aeroporti vicini sono ad Altenburg, Karlovy Vary (CZ), entrambi a circa 100 km di distanza. Aeroporti più grandi sono a Norimberga e Lipsia, distanti circa 150 chilometri.

### Media
Il Hofer Anzeiger è il giornale più importante di Hof e il suo circondario. Fu fondato nel 1801 ed è quindi uno dei giornali più vecchi nella Germania. Appartiene al gruppo del Frankenpost.